# San Antonio Huitepec (kommun)
San Antonio Huitepec är en kommun i Mexiko.   Den ligger i delstaten Oaxaca, i den sydöstra delen av landet, 300 km sydost om huvudstaden Mexico City.
Följande samhällen finns i San Antonio Huitepec:
- San Antonio Huitepec
- Infiernillo
- Miguel Hidalgo
- San Francisco Yocucundo
- La Plazuela